# 1972年のイギリスサルーンカー選手権
1972年のイギリスサルーンカー選手権 (1972 British Saloon Car Championship) は、イギリスサルーンカー選手権の15年目のシーズン。3月19日のブランズ・ハッチで開幕し、10月22日の同地における最終戦まで全10戦で争われた。サンビーム・インプをドライブするビル・マクガバンが3度目のタイトルを獲得した。

## 開催カレンダーと優勝者
複数クラスの混走による総合優勝者は太字
| ラウンド | ラウンド | サーキット                 | 開催日   | クラス A 優勝者  | クラス B 優勝者        | クラス C 優勝者        | クラス D 優勝者                       |
| -------- | -------- | -------------------------- | -------- | ---------------- | ---------------------- | ---------------------- | ------------------------------------- |
| 1        | 1        | ブランズ・ハッチ           | 3月19日  | ビル・マクガバン | ヴィンス・グッドマン   | デイヴ・マシューズ     | フランク・ガードナー                  |
| 2        | 2        | オウルトンパーク           | 3月30日  | ビル・マクガバン | ジョナサン・ブンカン   | デイヴ・マシューズ     | ブライアン・ミュアー                  |
| 3        | 3        | スラクストン・サーキット   | 4月3日   | ビル・マクガバン | ヴィンス・グッドマン   | デイヴ・マシューズ     | フランク・ガードナー                  |
| 4        | 4        | シルバーストン・サーキット | 4月23日  | ビル・マクガバン | ブライアン・ピーコック | デイヴ・マシューズ     | フランク・ガードナー                  |
| 5        | A        | クリスタル・パレス         | 5月28日  | 開催せず         | 開催せず               | マイク・クラブトリー   | ブライアン・ミュアー                  |
| 5        | B        | クリスタル・パレス         | 5月28日  | ビル・マクガバン | ジョナサン・ブンカン   | 開催せず               | 開催せず                              |
| 6        | 6        | ブランズ・ハッチ           | 7月15日  | ビル・マクガバン | ヘイッキ・カミライネン | デヴィッド・ブロディ   | フランク・ガードナー                  |
| 7        | 7        | オウルトンパーク           | 9月16日  | ビル・マクガバン | ジョナサン・ブンカン   | デイヴ・マシューズ     | フランク・ガードナー                  |
| 8        | 8        | シルバーストン・サーキット | 9月24日  | ビル・マクガバン | カルロ・ファチェッティ | トム・ウォーキンショー | ディーター・グレムザー ヨッヘン・マス |
| 9        | A        | マロリー・パーク           | 10月1日  | ビル・マクガバン | ジョナサン・ブンカン   | 開催せず               | 開催せず                              |
| 9        | B        | マロリー・パーク           | 10月1日  | 開催せず         | 開催せず               | デイヴ・マシューズ     | フランク・ガードナー                  |
| 10       | 10       | ブランズ・ハッチ           | 10月22日 | ビル・マクガバン | ジョナサン・ブンカン   | デイヴ・マシューズ     | フランク・ガードナー                  |

## 選手権結果
| ドライバーズランキング | ドライバーズランキング | ドライバーズランキング       | ドライバーズランキング |
| 順位                   | ドライバー             | 車両                         | ポイント               |
| ---------------------- | ---------------------- | ---------------------------- | ---------------------- |
| 1                      | ビル・マクガバン       | サンビーム・インプ           | 63                     |
| 2                      | デイヴ・マシューズ     | フォード・エスコート RS 1600 | 55                     |
| 3                      | フランク・ガードナー   | シボレー・カマロ             | 54                     |
| 4                      | ジョナサン・ブンカン   | ミニ・クーパー S             | 48                     |
| 5                      | ブライアン・ミュアー   | フォード・カプリ RS 2600     | 28                     |
| 5                      | メルヴィン・アダムズ   | サンビーム・インプ           | 28                     |

## 参照
1. ↑  “アーカイブされたコピー”. 2011年7月16日時点のオリジナルよりアーカイブ。2010年9月30日閲覧。 Official list of BTCC champions
2. ↑  http://homepage.mac.com/frank_de_jong/Pages/1972%20BSCC.html
3. 1 2 3 4  1972 Standings, www.btcc.net Retrieved on 11 November 2012